# Deathgrind
El deathgrind es un estilo musical que mezcla la intensidad, la velocidad y la brevedad del grindcore con la brutalidad del death metal. La diferencia con el brutal death metal es que los solos son a menudo una rareza y las canciones son generalmente más cortas en longitud, generalmente entre uno a tres minutos; y se diferencian del grindcore en su aumento y contacto con la técnica y más lejos y con menos influencia del hardcore punk. Es importante observar que el género no incluye los grupos del grindcore que se convirtieron más adelante en grupos de death metal como Repulsion y Napalm Death, aunque los álbumes The Code Is Red...Long Live the Code y Smear Campaign de este último pueden considerarse álbumes de deathgrind.

## Lista de bandas notables de Deathgrind
| Banda                 | País            | Fecha de Fundación | Referencias |
| --------------------- | --------------- | ------------------ | ----------- |
| Aborted               | Bélgica         | 1995               | [ 1 ]       |
| Asesino               | México          | 2002               | [ 2 ]       |
| Benighted             | Francia         | 1998               |             |
| The Berzerker         | Australia       | 1995               | [ 3 ]       |
| Brujería              | México          | 1989               | [ 4 ]       |
| Brutal Truth          | Estados Unidos  | 1990               |             |
| Carcass               | Reino Unido     | 1985               |             |
| Chronic Infection     | México          | 1993               | [ 5 ]       |
| Cattle Decapitation   | Estados Unidos  | 1996               | [ 6 ]       |
| Cerebral Bore         | Reino Unido     | 2006               |             |
| Dead Infection        | Polonia         | 1990               |             |
| Dying Fetus           | Estados Unidos  | 1991               |             |
| Exhumed               | Estados Unidos  | 1990               |             |
| Fleshless             | República Checa | 1992               | [ 7 ]       |
| Gorerotted/The Rotted | Reino Unido     | 1997               | [ 8 ]       |
| Haemorrhage           | España          | 1990               |             |
| Katalepsy             | Rusia           | 2003               |             |
| Impaled               | Estados Unidos  | 1997               |             |
| Lock Up               | Reino Unido     | 1998               | [ 9 ]       |
| Machetazo             | España          | 1994               | [ 10 ]      |
| Misery Index          | Estados Unidos  | 2001               | [ 11 ]      |
| Mortician             | Estados Unidos  | 1989               |             |
| Napalm Death          | Reino Unido     | 1981               |             |
| The Red Chord         | Estados Unidos  | 1999               | [ 12 ]      |
| Rotten Sound          | Finlandia       | 1993               | [ 13 ]      |
| Terrorizer            | Estados Unidos  | 1987               |             |
| Soilent Green         | Estados Unidos  | 1988               | [ 14 ]      |
| Aphses                | México          | 1993               |             |